# Bothriechis aurifer
Espèce
Synonymes
- Thamnocenchris aurifer Salvin, 1860
- Bothrops nigroviridis aurifer (Salvin, 1860)

Statut de conservation UICN

 VU B1ab(iii,v) : Vulnérable
Bothriechis aurifer est une espèce de serpents de la famille des Viperidae.

## Répartition
Cette espèce se rencontre :

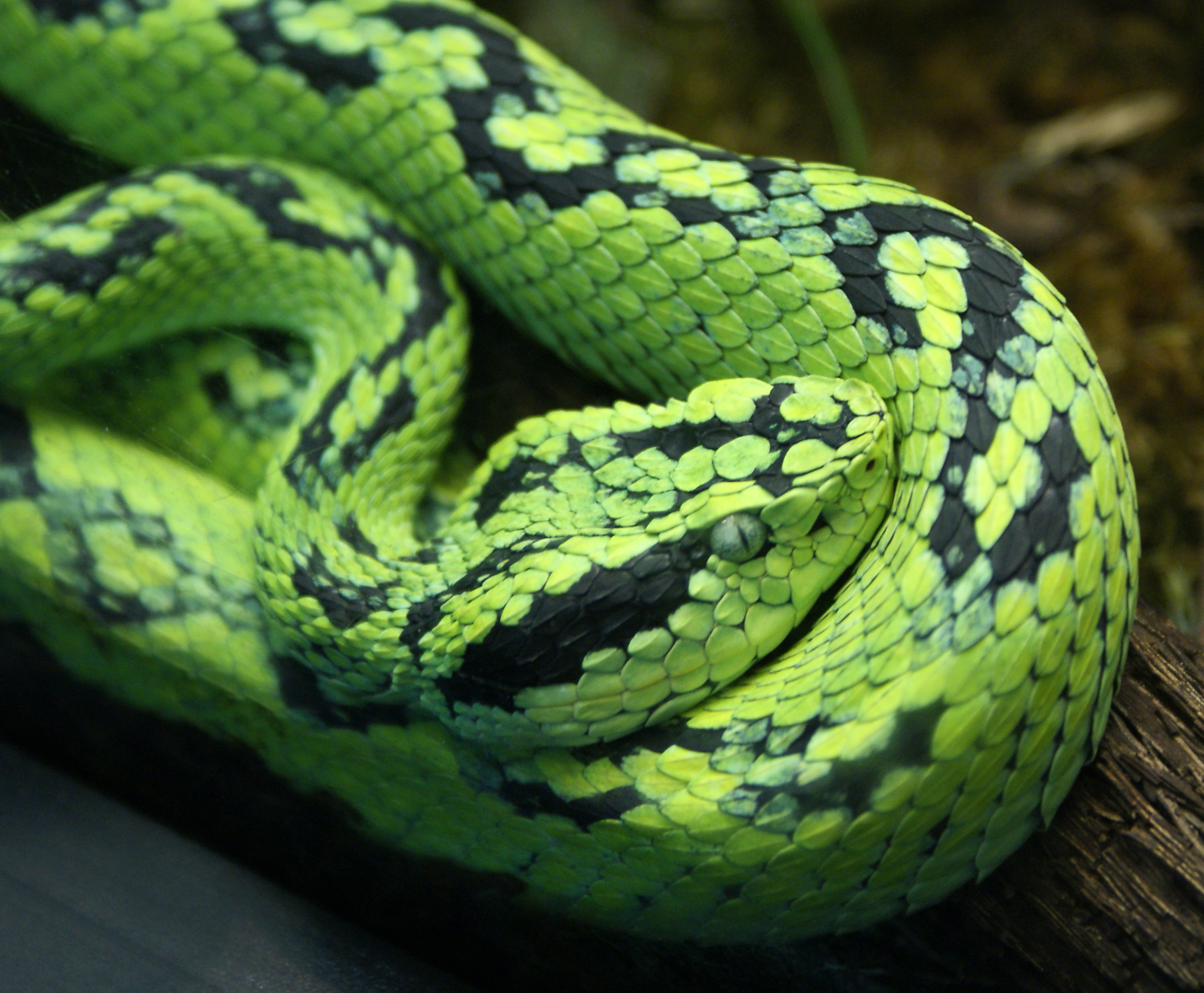

- au Mexique dans l’État du Chiapas ;
- au Guatemala.

## Description
C'est un serpent venimeux. Les adultes atteignent environ 70 cm, au maximum 1 mètre. Ils sont pourvus d'une queue préhensile qui les aident dans leurs déplacements dans les arbres où ils vivent.
Ils sont verts, avec des taches jaunes sur le dos, bordées de couleurs sombres, contenant parfois du bleu. Une ligne épaisse, noire, part des yeux pour rejoindre la nuque. Le dessous est blanc-beige tirant sur le jaune. Certains adultes n'ont pas de taches et sont uniformément verts. Les jeunes sont souvent plus clairs.

## Publication originale
- Salvin, 1860 : On the reptiles of Guatemala. Proceedings of the Zoological Society of London, vol. 1860, p. 451-461 (texte intégral).